# FC Santa Claus
El FC Santa Claus és un club de futbol professional de la ciutat de Rovaniemi a Finlàndia que milita a la divisió Kakkonen, la Segona Divisió de Finlàndia. L'equip és molt conegut per ser anomenat com l'Equip de Nadal. El naixement del club es va produir després de la fusió de dos equips: Rovaniemen Reipas i Rovaniemen Lappi, i des de llavors va aconseguir situar-se amb mèrit en les categories inferiors del futbol finlandès.
Ha jugat 12 temporades a la Kakkonen (Segona Divisió), tot i que va tornar a perdre la categoria fins que l'any 2014, l'equip va guanyar la promoció del nord de Finlàndia (Pohjois-Suomi), tornant a la divisió de plata del futbol finès. El club va guanyar la Midnattsolscupen (Midnight Sun Cup) el 1994.
El moment més destacat de l'entitat va ser un amistós el 1997 contra el Crystal Palace anglès, un partit al qual van acudir a prop de 4. 500 espectadors.

## Temporada a temporada
| \| Temporada \| Nivel \| Divisió \| Secció \| Administració \| Posició \| Moviment \| \| --------- \| ------ \| -------------------------- \| --------------------------- \| ---------------------------------- \| ------- \| --------------------- \| \| 1994 \| Tier 3 \| Kakkonen (Segona divisió) \| Grup del nord \| Finnish FA (Suomen Pallolitto) \| 7è \| \| \| 1995 \| Tier 3 \| Kakkonen (Segona divisió) \| Grup del nord \| Finnish FA (Suomen Pallolitto) \| 7è \| \| \| 1996 \| Tier 3 \| Kakkonen (Segona divisió) \| Grup del nord \| Finnish FA (Suomen Pallolitto) \| 9è \| \| \| 1997 \| Tier 3 \| Kakkonen (Segona divisió) \| Grup del nord \| Finnish FA (Suomen Pallolitto) \| 7è \| \| \| 1998 \| Tier 3 \| Kakkonen (Segona divisió) \| Grup del nord \| Finnish FA (Suomen Pallolitto) \| 7è \| \| \| 1999 \| Tier 3 \| Kakkonen (Segona divisió) \| Grup del nord \| Finnish FA (Suomen Pallolitto) \| 10è \| Play-Offs pel descens \| \| 2000 \| Tier 3 \| Kakkonen (Segona divisió) \| Grup del nord \| Finnish FA (Suomen Pallolitto) \| 8è \| Descens \| \| 2001 \| Tier 4 \| Kolmonen (Tercera divisió) \| secció 8 (Lapland) \| Finlàndia Nord (SPL Pohjois-Suomi) \| 1r \| Play-Offs \| \| 2002 \| Tier 4 \| Kolmonen (Tercera divisió) \| secció 8 (Lapland) – Grup 2 \| Finlàndia Nord (SPL Pohjois-Suomi) \| 2n \| \| \| 2003 \| Tier 4 \| Kolmonen (Tercera divisió) \| secció C \| Finlàndia Nord (SPL Pohjois-Suomi) \| 4t \| \| \| 2004 \| Tier 4 \| Kolmonen (Tercera divisió) \| Lapland \| Finlàndia Nord (SPL Pohjois-Suomi) \| 2n \| \| \| 2005 \| Tier 4 \| Kolmonen (Tercera divisió) \| \| Finlàndia Nord (SPL Pohjois-Suomi) \| 5è \| \| \| 2006 \| Tier 4 \| Kolmonen (Tercera divisió) \| \| Finlàndia Nord (SPL Pohjois-Suomi) \| 5è \| \| \| 2007 \| Tier 4 \| Kolmonen (Tercera divisió) \| \| Finlàndia Nord (SPL Pohjois-Suomi) \| 3r \| \| \| 2008 \| Tier 4 \| Kolmonen (Tercera divisió) \| \| Finlàndia Nord (SPL Pohjois-Suomi) \| 1r \| Play-Offs – Ascens \| \| 2009 \| Tier 3 \| Kakkonen (Segona divisió) \| Grup C \| Finnish FA (Suomen Pallolitto) \| 10è \| \| \| 2010 \| Tier 3 \| Kakkonen (Segona divisió) \| Grup C \| Finnish FA (Suomen Pallolitto) \| 1r \| Play-Offs, finalista \| \| 2011 \| Tier 3 \| Kakkonen (Segona divisió) \| Grup C \| Finnish FA (Suomen Pallolitto) \| 11è \| \| \| 2012 \| Tier 3 \| Kakkonen (Segona divisió) \| Grup C \| Finnish FA (Suomen Pallolitto) \| 8è \| Descens \| \| 2013 \| Tier 4 \| Kolmonen (Tercera divisió) \| Finlàndia Nord \| Finlàndia Nord (SPL Pohjois-Suomi) \| 3r \| \| \| 2014 \| Tier 4 \| Kolmonen (Tercera divisió) \| Finlàndia Nord \| Finlàndia Nord (SPL Pohjois-Suomi) \| 1r \| Ascens \| \| 2015 \| Tier 3 \| Kakkonen (Segona divisió) \| Grup del nord \| Finnish FA (Suomen Pallolitto) \| 7è \| \| \| 2016 \| Tier 3 \| Kakkonen (Segona divisió) \| Grup del nord \| Finnish FA (Suomen Pallolitto) \| \| \| - 12 temporades a Kakkonen - 10 temporades a Kolmonen |        |                            |                             |                                    |         |                       |
| Temporada | Nivel  | Divisió                    | Secció                      | Administració                      | Posició | Moviment              |
| 1994 | Tier 3 | Kakkonen (Segona divisió)  | Grup del nord               | Finnish FA (Suomen Pallolitto)     | 7è      |                       |
| 1995 | Tier 3 | Kakkonen (Segona divisió)  | Grup del nord               | Finnish FA (Suomen Pallolitto)     | 7è      |                       |
| 1996 | Tier 3 | Kakkonen (Segona divisió)  | Grup del nord               | Finnish FA (Suomen Pallolitto)     | 9è      |                       |
| 1997 | Tier 3 | Kakkonen (Segona divisió)  | Grup del nord               | Finnish FA (Suomen Pallolitto)     | 7è      |                       |
| 1998 | Tier 3 | Kakkonen (Segona divisió)  | Grup del nord               | Finnish FA (Suomen Pallolitto)     | 7è      |                       |
| 1999 | Tier 3 | Kakkonen (Segona divisió)  | Grup del nord               | Finnish FA (Suomen Pallolitto)     | 10è     | Play-Offs pel descens |
| 2000 | Tier 3 | Kakkonen (Segona divisió)  | Grup del nord               | Finnish FA (Suomen Pallolitto)     | 8è      | Descens               |
| 2001 | Tier 4 | Kolmonen (Tercera divisió) | secció 8 (Lapland)          | Finlàndia Nord (SPL Pohjois-Suomi) | 1r      | Play-Offs             |
| 2002 | Tier 4 | Kolmonen (Tercera divisió) | secció 8 (Lapland) – Grup 2 | Finlàndia Nord (SPL Pohjois-Suomi) | 2n      |                       |
| 2003 | Tier 4 | Kolmonen (Tercera divisió) | secció C                    | Finlàndia Nord (SPL Pohjois-Suomi) | 4t      |                       |
| 2004 | Tier 4 | Kolmonen (Tercera divisió) | Lapland                     | Finlàndia Nord (SPL Pohjois-Suomi) | 2n      |                       |
| 2005 | Tier 4 | Kolmonen (Tercera divisió) |                             | Finlàndia Nord (SPL Pohjois-Suomi) | 5è      |                       |
| 2006 | Tier 4 | Kolmonen (Tercera divisió) |                             | Finlàndia Nord (SPL Pohjois-Suomi) | 5è      |                       |
| 2007 | Tier 4 | Kolmonen (Tercera divisió) |                             | Finlàndia Nord (SPL Pohjois-Suomi) | 3r      |                       |
| 2008 | Tier 4 | Kolmonen (Tercera divisió) |                             | Finlàndia Nord (SPL Pohjois-Suomi) | 1r      | Play-Offs – Ascens    |
| 2009 | Tier 3 | Kakkonen (Segona divisió)  | Grup C                      | Finnish FA (Suomen Pallolitto)     | 10è     |                       |
| 2010 | Tier 3 | Kakkonen (Segona divisió)  | Grup C                      | Finnish FA (Suomen Pallolitto)     | 1r      | Play-Offs, finalista  |
| 2011 | Tier 3 | Kakkonen (Segona divisió)  | Grup C                      | Finnish FA (Suomen Pallolitto)     | 11è     |                       |
| 2012 | Tier 3 | Kakkonen (Segona divisió)  | Grup C                      | Finnish FA (Suomen Pallolitto)     | 8è      | Descens               |
| 2013 | Tier 4 | Kolmonen (Tercera divisió) | Finlàndia Nord              | Finlàndia Nord (SPL Pohjois-Suomi) | 3r      |                       |
| 2014 | Tier 4 | Kolmonen (Tercera divisió) | Finlàndia Nord              | Finlàndia Nord (SPL Pohjois-Suomi) | 1r      | Ascens                |
| 2015 | Tier 3 | Kakkonen (Segona divisió)  | Grup del nord               | Finnish FA (Suomen Pallolitto)     | 7è      |                       |
| 2016 | Tier 3 | Kakkonen (Segona divisió)  | Grup del nord               | Finnish FA (Suomen Pallolitto)     |         |                       |

## Jugadors destacats
- Jyri Hietaharju
- Jarno Koivisto
- Tuomas Ravantti
- Matti Vikman
- Tero Taipale
- Toni Vihervä
- Jussi Vatanen